# チャイニーズハムスター
チャイニーズハムスター (Chinese hamster) は、バラブキヌゲネズミ属に属するネズミの一種（ハムスター）である。和名はモンゴルキヌゲネズミ。ハムスターのなかでは小型であり、ジャンガリアンハムスターなどとともにドワーフハムスターと呼ばれる。原産地は南シベリアから中国北東部、朝鮮半島。モンゴルハムスターと呼ばれることもある。

## 特徴
体長は約9-12cm（オス11-12cm、メス9-11cm）、体重は約30-40g（オス35-40g、メス30-35g）。細長い体つきの外観が特徴。尾長は2.8cm-3.1cmとハムスター類で最も長く、物をつかむような機能も持つ。人に慣れやすく性格はおだやかである。毛色は茶色が多い。子供は一回で平均6匹ほど生む。
複数飼いも可能だが、発情したオス同士を複数飼いするとケンカをするので注意が必要である。他のハムスターより高低差のバランス感覚が良く、高いところにも上るため、ケージの脱走管理や落下にはより注意が必要となる。他のハムスターよりも尾が長く回し車ではあまり遊ばないとされている。
また、他のハムスターに比べ雄の睾丸が発達し、大きくなることでも知られる。このため、チャイニーズハムスターを知らない人は、獣医ですら腫瘍か何かの病気と勘違いするほどである。

## 分類
独立種Cricetulus griseusとする説もあるが、2005年の分類ではバラブキヌゲネズミC. barabensisと同一種とされている。

## 歴史
北京の夜店に売られていたネズミを祖先にするといわれている。日本には1959年にアメリカ合衆国から輸入された。
過去チャイニーズハムスターは、より飼育しやすいマウスやラットといった動物が利用されるようになるまで、一般的に利用された実験動物であった。
しかしながら、チャイニーズハムスターの卵巣(CHO)細胞にタンパク質を作るための遺伝子を入れることで、かなり多くのバイオテクノロジー薬品がいまだに作り出されている。
ちなみに、アメリカ合衆国のいくつかの州（カリフォルニア州など）のように、チャイニーズハムスターは害獣と見なされているため、その所有や飼育、販売に許可が必要なところも存在する。

## カラーバリエーション

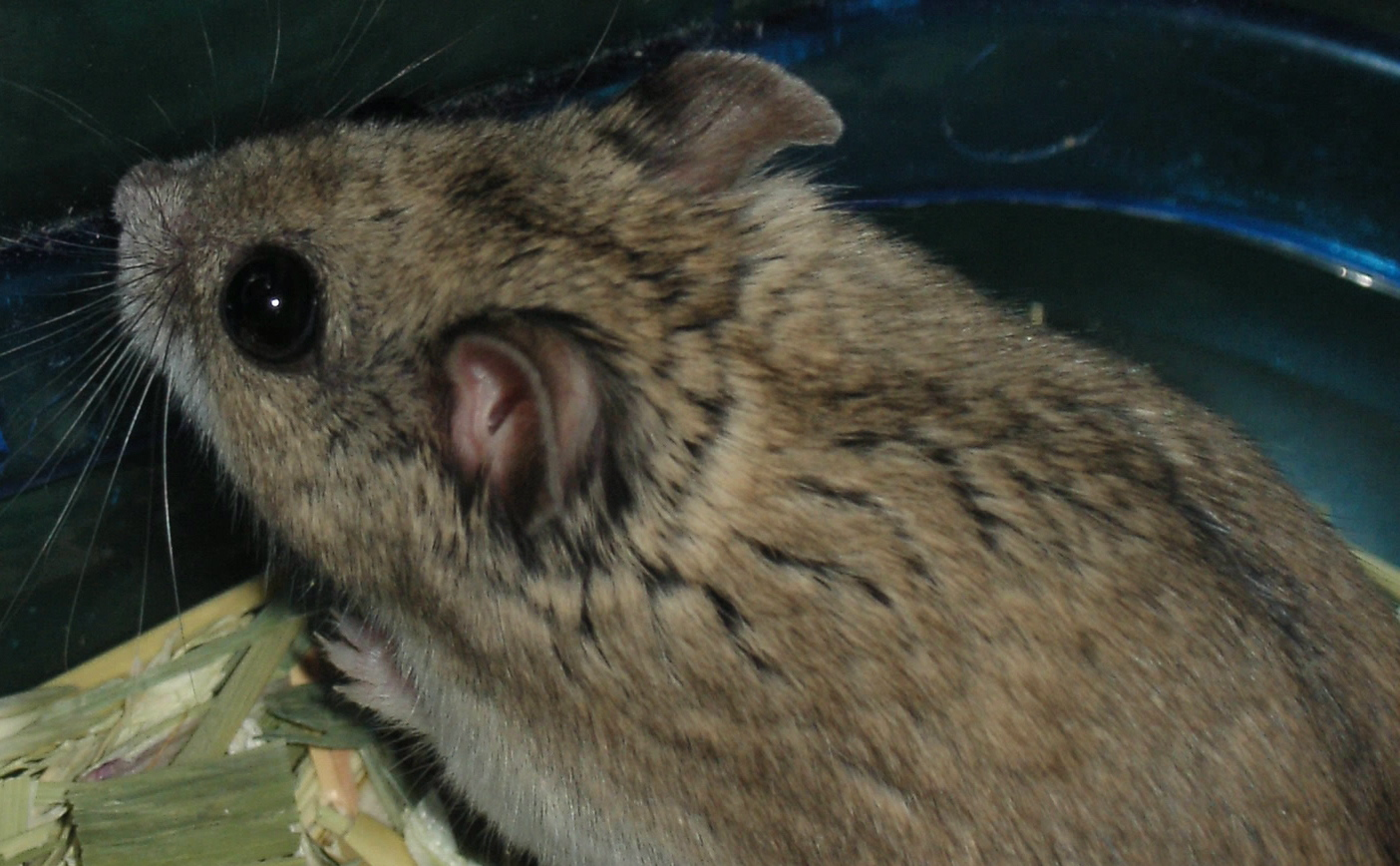
ノーマル色のチャイニーズハムスター

ノーマル
背中は茶色(ネズミ色)で縦に濃い線があり、お腹は白。
シルバー
ノーマルカラーと違い、背中の茶色が薄くなっている。
シルバー(パイド)
顔は他の色と同じで茶色だが、背中の茶色はブチ模様になっている。
ホワイト
毛色がすべて白。目が黒いのでアルビノ(赤目のこと)ではない。
ペットショップで売られているチャイニーズハムスターはノーマルかシルバーが主である。